# Ryoji Sai
Ryoji Sai (崔領二 Sai Ryoji?) (3 de junio de 1980) es un luchador de artes marciales mixtas y lucha libre profesional surcoreano. Sai es principalmente conocido por su carrera en Pro Wrestling ZERO1, empresa de la que es uno de los miembros más importantes.

## Carrera
Nacido en una familia que regentaba un restaurante en Osaka, Ryoji Sai fue enviado con 15 años a Inglaterra a estudiar en la Sidmouth International School. Fue allí donde comenzó a interesarse por el mundo de las artes marciales, iniciando su entrenamiento con Gerard Gordeau, y a su retorno a Japón, tuvo una breve andadura en las artes marciales mixtas. El mismo año, sin embargo, Sai fue contratado por la empresa de lucha libre profesional Pro Wrestling ZERO1.

### Pro Wrestling ZERO1 (2001-presente)
A finales de 2001, Sai debutó en Pro Wrestling ZERO1. Comenzando con un récord parco en victorias, Ryoji entró en un feudo con Hirotaka Yokoi, compitiendo contra él durante la mayor parte de 2002. El mismo año formó un equipo con Shinjiro Otani, uno de los mayores luchadores de ZERO1, y bajo su ala Sai ascendió en la empresa, teniendo enfrentamientos con Yokoi y Kohei Sato. En uno de ellos, Sai luchó contra Sato en un Steel Cage Match, un tipo de lucha raramente celebrada en Japón, y en el que ZERO1 tenía el monopolio.

## En lucha
- Movimientos finales
  - Cross armbar[1]
  - Nachi Waterfall[1][2] (Diving double foot stomp)[1]
  - Sidmouth[1][2] (Bridging wrist-clutch belly to back suplex)[1]
  - Sky Kick[3] (Running punt kick a la cabeza de un oponente sentado)

- Movimientos de firma
  - Belly to back suplex
  - Bridging northern lights suplex
  - Fisherman suplex[1][2]
  - Dragon screw[2]
  - Múltiples stiff roundhouse kicks al torso del oponente
  - Running high-impact dropkick[2]
  - Running knee strike[2]
  - Vertical suplex powerslam

- Apodos
  - "Super Cyborg"[1][2]

## Campeonatos y logros
- All Japan Pro Wrestling

- World Tag Team Championship (2 veces) – con Dylan James (1) & Zeus (1)

- Apache Pro-Wrestling Army
  - WEW World Tag Team Championship (1 vez) – con Tetsuhiro Kuroda

- Pro Wrestling Land's End
  - All Asia Heavyweight Championship (1 vez)

- HUSTLE
  - HUSTLE Super Tag Team Championship (1 vez) - con Wataru Sakata.[4]

- Pro Wrestling ZERO1
  - ZERO1 World Heavyweight Championship (2 veces)
  - NWA Intercontinental Tag Team Championship (2 veces) - con Kohei Sato (2) y Osamu Namiguchi (1)
  - NWA United National Heavyweight Championship (1 vez)
  - Fire Festival (2009)
  - Passion Cup Tag Tournament (2008) - con Kohei Sato

- Pro Wrestling Illustrated
  - Situado en el N°286 en los PWI 500 de 2006[5]

## Récord en artes marciales mixtas
| Resultado     | Récord    | Oponente         | Método                          | Evento                              | Fecha                    | Ronda | Tiempo | Localización | Notas |
| ------------- | --------- | ---------------- | ------------------------------- | ----------------------------------- | ------------------------ | ----- | ------ | ------------ | ----- |
| Derrota       | 1-1-1 (1) | Kenichi Serizawa | TKO (puñetazos)                 | TFC - Titan Fighting Championship 2 | 21 de enero de 2001      | 2     | 3:32   | Tokio, Japón |       |
| Victoria      | 1-0-1 (1) | Koichi Sato      | TKO (puñetazos)                 | TFC - Titan Fighting Championship 2 | 21 de enero de 2001      | 1     | 2:54   | Tokio, Japón |       |
| Sin resultado | 0-0-1 (1) | Koichi Sato      | Cancelada (rodillazos ilegales) | TFC - Titan Fighting Championship 2 | 21 de enero de 2001      | 1     | 0:26   | Tokio, Japón |       |
| Empate        | 0-0-1     | Masakazu Imanari | Empate                          | TFC - Titan Fighting Championship 1 | 29 de septiembre de 2000 | 1     | 1:29   | Tokio, Japón |       |